# Friedmann-Lerche

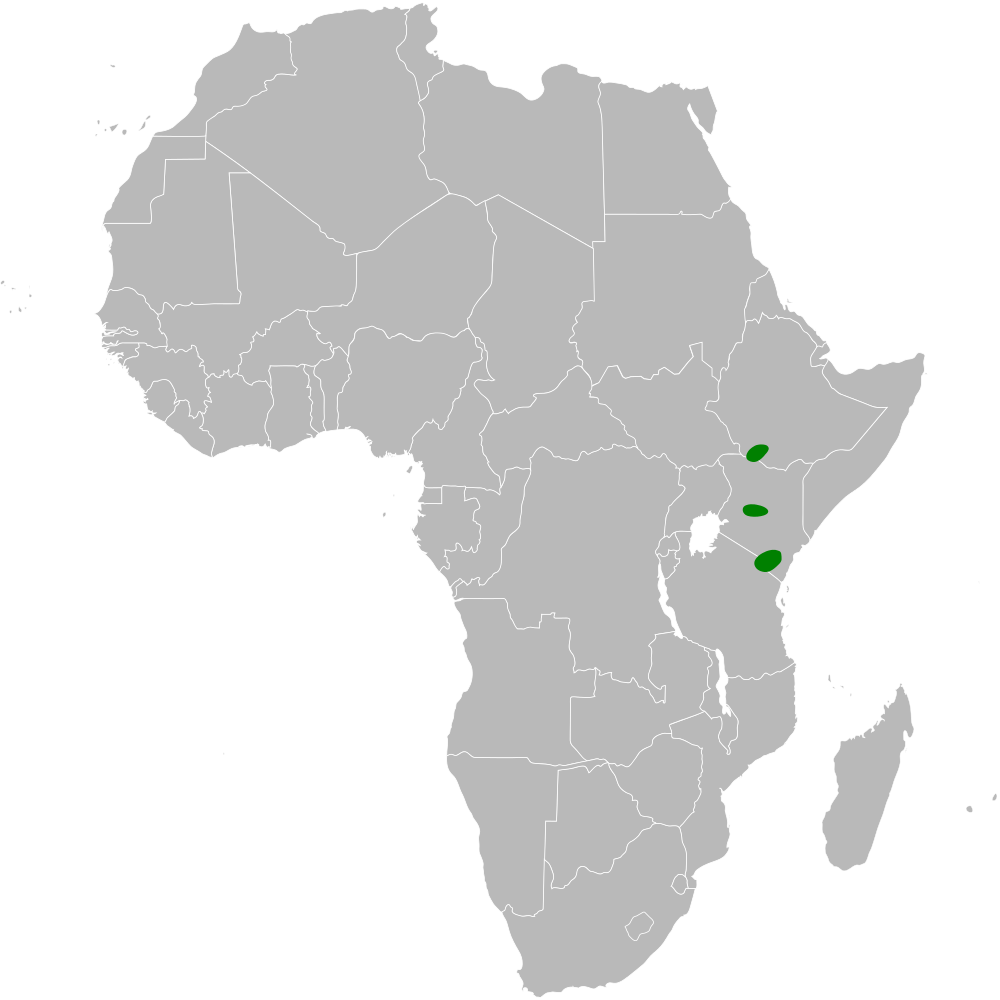
Verbreitungsgebiet der Friedmannlerche

Die Friedmann-Lerche (Mirafra pulpa), auch Friedmannlerche geschrieben, ist eine Art aus der Familie der Lerchen. Ihr Verbreitungsgebiet liegt in Afrika. Man unterscheidet keine Unterarten. Der deutsche Name ehrt Herbert Friedmann (1900–1987), einen US-amerikanischen Ornithologen, zoologischen Kurator und Kunsthistoriker, der die Lerche als Erster wissenschaftlich beschrieb.
Die Bestandssituation der Friedmannlerche wird von der IUCN derzeit nicht eingestuft, da zu wenig Informationen über ihr Vorkommen vorliegen.

## Merkmale
Die Friedmannlerche erreicht eine Körperlänge zwischen 12,5 und 15 Zentimeter, wovon 5,4 bis 5,7 Zentimeter auf den Schwanz entfallen. Der Schnabel hat eine Länge von 1,15 bis 1,2 Zentimeter. Sie wiegt zwischen 21 und 23 Gramm. Es besteht kein Geschlechtsdimorphismus.
Die Friedmannlerche ist auf der Körperoberseite rötlichbraun gestreift. Die einzelnen Federn haben helle Säume. Dies ist besonders im Nacken ausgeprägt. Über dem Auge verläuft ein dünner Überaugenstreif. Die Ohrdecken sind braun, das Kinn und die Kehle sind weiß. Die Brust ist gelblich braun mit einer schwarzbraunen Fleckung. Der Bauch ist weiß. Die Schwingen sind braun mit rötlichbraunen Säumen. Die beiden inneren Paare der Steuerfedern sind rötlichbraun mit helleren Säumen. Die Steuerfedern 3 bis 5 sind schwarzbraun, die fünfte Steuerfeder hat eine weiße Innenfahne. Die äußeren Steuerfedern sind weiß. Der Oberschnabel ist dunkel hornfarben, die Unterschnabel ist etwas heller. Die Füße und Läufe sind fleischfarben. Die Iris ist braun.

## Gesang
Ihren Gesang trägt die Friedmannlerche gewöhnlich im Singflug vor. Dabei fliegt sie wellenförmig kreisend in einer Höhe von fünf bis zehn Meter über dem Erdboden. Der Singflug ist sehr kurz und dauert selten länger als zwanzig bis dreißig Sekunden. Sie lässt daneben ihren Gesang auch von der Spitze kleiner Büsche hören. Der Gesang ist auch in mondhellen Nächten zu vernehmen.

## Verwechslungsmöglichkeiten
Es gibt im Verbreitungsgebiet der Friedmannlerche mehrere Lerchenarten, mit der sie verwechselt werden kann.
Die Friedmannlerche ähnelt der Buschlerche, ist jedoch durch den anderen Gesang zu unterscheiden. Von der Williamslerche ist sie durch die weißere Bauchseite zu unterscheiden. Die Stummellerche ist insgesamt heller gefärbt. Ihr Gefieder hat einen größeren Anteil an Grautönen, die Steuerfedern haben außerdem einen geringeren Anteil an Weißtönen.

## Verbreitungsgebiet und Lebensraum
Das Verbreitungsgebiet der Friedmannlerche ist vergleichsweise klein. Sie kommt nur im Südwesten Äthiopiens sowie im Norden und Südosten von Kenia sowie in Zentralkenia vor. Ihr Vorkommen ist überall inselartig. Sie ist vermutlich in ihrem gesamten Verbreitungsgebiet ein Standvogel.
Der Lebensraum der Friedmannlerche ist offenes Buschland.

## Lebensweise
Die Friedmannlerche frisst Grassamen, kleine Heuschrecken, Käfer und andere Insekten. Ihre Fortpflanzungsbiologie ist noch nicht abschließend untersucht.

## Einzelbelege
1. 1 2  Pätzold: Die Lerchen der Welt. S. 50.
2. ↑  Mirafra pulpa in der Roten Liste gefährdeter Arten der IUCN 2016.1. Eingestellt von: BirdLife International, 2016. Abgerufen am 7. Januar 2017.
3. 1 2 3  Pätzold: Die Lerchen der Welt. S. 49.